# Roko Jurišić
Roko Jurišić (Zagabria, 28 settembre 2001) è un calciatore croato, difensore dell'Osijek.

## Carriera

### Club
Cresciuto nel settore giovanile della Dinamo Zagabria, nel 2020 viene aggregato alla squadra riserve. Il 22 gennaio 2021 viene acquistato dal Rijeka, firmando un contratto triennale con opzione di rinnovo per altri due anni. Esordisce in Prva hrvatska nogometna liga due giorni dopo, nell'incontro perso per 2-1 contro il Varaždin. Il 29 luglio esordisce anche nelle coppe europee, disputando l'incontro vinto per 1-0 contro i maltesi dello Gżira United, valido per i turni preliminari di Conference League. Il 15 gennaio 2022 passa in prestito all'Hrvatski Dragovoljac fino al termine della stagione. Rientrato alla base, il 30 dicembre viene ceduto agli austriaci del Ried, tuttavia, il trasferimento è divenuto ufficiale solamente due giorni dopo, il 1º gennaio 2023.

### Nazionale
Ha giocato nelle nazionali giovanili croate Under-17, Under-19 ed Under-20.

## Statistiche

### Presenze e reti nei club
Statistiche aggiornate al 18 febbraio 2023.
| Stagione        | Squadra              | Campionato      | Campionato | Campionato | Coppe nazionali | Coppe nazionali | Coppe nazionali | Coppe continentali | Coppe continentali | Coppe continentali | Altre coppe | Altre coppe | Altre coppe | Totale | Totale |
| Stagione        | Squadra              | Comp            | Pres       | Reti       | Comp            | Pres            | Reti            | Comp               | Pres               | Reti               | Comp        | Pres        | Reti        | Pres   | Reti   |
| --------------- | -------------------- | --------------- | ---------- | ---------- | --------------- | --------------- | --------------- | ------------------ | ------------------ | ------------------ | ----------- | ----------- | ----------- | ------ | ------ |
| 2020-gen. 2021  | Dinamo Zagabria II   | 2.HNL           | 14         | 0          |                 | -               | -               |                    | -                  | -                  |             | -           | -           | 14     | 0      |
| gen.-giu. 2021  | Rijeka               | 1.HNL           | 2          | 0          | CC              | 0               | 0               | UEL                | -                  | -                  |             | -           | -           | 2      | 0      |
| 2021-gen. 2022  | Rijeka               | 1.HNL           | 4          | 0          | CC              | 1               | 0               | UECL               | 1                  | 0                  |             | -           | -           | 6      | 0      |
| gen.-giu. 2022  | Hrvatski Dragovoljac | 1.HNL           | 15         | 0          |                 | -               | -               |                    | -                  | -                  |             | -           | -           | 15     | 0      |
| 2022-gen. 2023  | Rijeka               | HNL             | 4          | 0          | CC              | 1               | 0               | UECL               | 0                  | 0                  |             | -           | -           | 5      | 0      |
| Totale Rijeka   | Totale Rijeka        | Totale Rijeka   | 10         | 0          |                 | 2               | 0               |                    | 1                  | 0                  |             | -           | -           | 13     | 0      |
| gen.-giu. 2023  | Ried                 | BL              | 14         | 0          | CA              | 2               | 0               |                    | -                  | -                  |             | -           | -           | 16     | 0      |
| 2023-2024       | NŠ Mura              | 1. SNL          | 6          | 0          | PNZS            | 0               | 0               |                    | -                  | -                  |             | -           | -           | 6      | 0      |
| Totale carriera | Totale carriera      | Totale carriera | 59         | 0          |                 | 4               | 0               |                    | 1                  | 0                  |             | -           | -           | 64     | 0      |